# Friedrich Ludwig (botaniker)
Friedrich Ludwig, född den 24 oktober 1851 i Schleusingen, död 1918, var en tysk botanist. 
Ludwig blev 1875 gymnasielärare i Greiz och fick 1886 professors titel. Han är mest känd genom sin Lehrbuch der Biologie der Pflanzen (1895) och flera smärre skrifter om växternas livsföreteelser. Han utgav även Lehrbuch der niederen Kryptogamen, mit besonderer Berücksichtigung derjenigen Arten, die für den Menschen von Bedeutung sind oder im Haushalte der Natur eine hervorragende Rolle spielen (1892) och Die Milbenplage der Wohnungen, ihre Entstehung und Bekämpfung (1904).